# 福明泰
福明泰（1896年—1938年），又名宝音达赉，化名布音迭力格尔、博彦格日勒，达斡尔族，敖拉哈拉氏，呼伦贝尔部索伦左翼正白旗莫和尔图屯（今属内蒙古自治区呼伦贝尔市鄂温克族自治旗巴彦嵯岗苏木）人，内蒙古人民革命党创始人之一，索伦共和国建立者。中华民国大陆时期的内蒙古政治人物、革命者，後死于苏联大清洗。

## 生平
1912年，福明泰自海拉尔高级小学毕业，此后回到家乡以牧业为生。1916年，入黑龙江省立第一中学，1919年赴北京参加五四运动。1920年，福明泰在呼伦贝尔蒙旗中学担任教师。他毕业回到家乡后，和表哥郭道甫共同关心莫和尔图屯小学，曾聘请布里亚特共和国女教师索妮娅来校任教，他还在海拉尔创建了“呼伦贝尔青年学生会”。 
1922年，福明泰通过福明泰、郭道甫合办的蒙旗合作社联络大蒙古国高层，并且联络苏维埃俄国，希望他们支持内蒙古民主革命，同时福明泰还秘密组织及接应呼伦贝尔青年学生会的50余人赴大蒙古国、苏维埃俄国留学或参加革命。1923年7月至8月，福明泰参加了大蒙古国的蒙古人民党第二次代表大会；1924年8月至9月参加了蒙古人民党第三次代表大会。1925年9月23日至10月1日参加了蒙古人民革命党第四次代表大会后，福明泰回到中国。 
1925年10月13日，福明泰参加了在中国张家口召开的内蒙古人民革命党第一次代表大会，并当选为中央执行委员会常务委员。其后，福明泰负责“内蒙古特别民军”的武器及装备转运任务。1927年8月，福明泰参加了在蒙古人民共和国首都乌兰巴托召开的内蒙古人民革命党特别会议，继续当选为中央执行委员会常务委员。此后，福明泰在乌兰巴托同白永伦、白海风共同主持内蒙古人民革命党中央日常工作。 
1928年7月，福明泰、郭道甫共同领导了“呼伦贝尔暴动”， 郭道甫任军事委员会主席，福明泰任“呼伦贝尔平民军”司令。暴动遭遇失利后，福明泰反对同张学良谈判议和，郭道甫乃通电下野，独自赴沈阳同张学良谈判议和，福明泰则率领主战派人士返回了蒙古人民共和国。
1929年9月，福明泰赴内蒙古会见了内蒙古人民革命党中央委员会委员长孟和乌力吉，秘密举行会议。1929年11月25日，福明泰率军开进海拉尔，建立索伦共和国，福明泰任索伦共和国政府委员会主任委员。1930年1月13日，索伦共和国自行解散。同年，福明泰被共产国际派回中国，秘密调查甘肃、宁夏、内蒙古阿拉善旗情况。1932年，福明泰被共产国际派往莫斯科东方大学任教。1937年10月25日，福明泰被克格勃逮捕，并严刑逼供。1938年3月10日，苏联最高法院军事审判庭以“日本特务罪”判处福明泰死刑。 
1990年3月29日，苏联最高法院全体会议决议撤消原判，为福明泰彻底平反，并恢复名誉。 

## 家庭
- 叔父：成德
- 表哥：郭道甫